# NGC 3931
NGC 3931 (również NGC 3917A, PGC 37073 lub UGC 6925) – galaktyka eliptyczna (E-S0), znajdująca się w gwiazdozbiorze Wielkiej Niedźwiedzicy. Odkrył ją William Herschel 12 kwietnia 1789 roku.